# 赵忠祥
赵忠祥（1942年1月16日—2020年1月16日），满族，河北宁晋人，中国中央电视台前资深播音员、主持人。曾担任中央电视台播音指导，第八、九、十届全国政协委员、中国野生动物保护协会常务理事、中国环境科学学会常务理事。

## 生平

### 主持生涯
1959年，赵忠祥进入中国中央电视台的前身北京电视台，担任播音员，是中国第二位电视播音员、第一位男播音员，1960年2月16日到4月18日在中央人民广播电台实习，1960年4月22日首次出镜，职业生涯初期曾为自己拟定播音名“赵方”，取让声音传遍四面八方之意，但因80年代前电视播音员不报姓名，这一播音名未被使用，后被用作赵氏之子的姓名。赵忠祥曾任《新闻联播》播音员，1978年底成為《新闻联播》第一位出镜播音员。赵忠祥曾经参加中华人民共和国国庆十一周年（1960年）、国庆三十五周年（1984年）和国庆五十周年（1999年）的现场直播。
文化大革命期间，赵忠祥是“造反派”；赵忠祥所在的派别在中央电视台夺权后，赵担任了中央电视台文艺播出部“勤务员”，相当于文艺播出部主任。1968年，赵忠祥曾主持批斗会，因同事吕大渝批评江青的字条而将吕定为“现行反革命”。
1979年，赵忠祥随邓小平访问美國期间采访美國總統卡特，成为第一位进入白宫采访美国总统的中华人民共和国记者。
1983年，赵忠祥在1983年中国中央电视台春节联欢晚会致开幕词，并由次年1984年起，先后13次主持过中国中央电视台春节联欢晚会（1984年、1986年、1989年、1990年、1991年、1992年、1993年、1995年、1996年、1997年、1998年、1999年、2000年）及香港回归、澳门回归等大型庆祝晚会。赵忠祥还主持过《正大综艺》、《动物世界》和《人与自然》等节目，退休后仍担任后两个节目的配音直至逝世。
1981年，赵忠祥主持北京市中学生智力竞赛。1983年，赵忠祥主持中国中央电视台《五四蒲公英青年智力競賽》獲得更大的成功，其間經常說的一句話“答對了，加10分”成為當時的年度流行語；也是在这个节目中，中国大陆首次使用了“节目主持人”这个称谓。
2011年，赵忠祥与广西卫视联手推出中国第一档实景思辨秀节目《老赵会客厅》。《老赵会客厅》是广西卫视在2011年致力于打造卫视品牌、提升频道影响力的高端节目，这档筹备了一年多的节目在广西卫视每周日晚十点半播出。
2011年至2012年，趙忠祥主持天津衛視模仿秀節目《王者歸來》。2012年，歌手費玉清在《王者歸來》當評審，費玉清講了一段黃色笑話，趙忠祥直言「你這個笑話恐怕不能播，我主持這麼多年第一次接不上話」。
2019年10月30日，赵忠祥获评中广联合会有声阅读委员会“70年70人·杰出演播艺术家”。 

### 逝世
2019年底，赵忠祥因身体不适到医院就诊，医院诊断发现，赵忠祥患有鳞状细胞癌，并已扩散。2020年1月16日7时30分，赵忠祥在其78岁生日当天于北京去世，遗体告别仪式于1月20日上午10点在北京市八宝山殡仪馆东礼堂举行。

## 家庭与个人生活
赵忠祥的父亲曾在日本留学，母亲是苏州人，父亲留学归国后在南京结婚。幼年赵忠祥在南京居住过。赵忠祥曾是连锁面馆“三生面馆”的老板。
赵忠祥的妻子张美珠是中国国际广播电台的著名播音员，两人育有儿子赵方。

## 争议

### 批鬥吕大渝
中國播音員吕大渝文章《吕大渝：走近往事》透露，吕大渝在文革中曾經遭到中央广播事业局文艺播出部主任造反派趙忠祥批鬥。1967年底，江青、陈伯达、张春桥、姚文元来到中央广播事业局参加造反派在广播剧场举行的大会。但是作为保守派的呂大渝被禁止入內，呂因此感到不滿，並在一張小紙條上寫了抱怨江青的言語，並要求守門人交給江青，被守門人拒絕。呂大渝之後將小紙條隨手一扔。不過呂大渝在写完抱怨江青的小紙條之后，顺手把剩下的稿纸塞进了宿舍門口的小花篮。後來花籃內的稿紙被呂的室友發現，稿紙上印有呂小紙條上的內容，呂室友隨即向赵忠祥舉報。
1968年初夏，赵忠祥在中央广播事业局文艺播出部全体大会上當場呵斥呂大渝，詢問稿紙上的字跡是否是呂所寫。呂表示自己想不起來。呂被認為態度不老實，被宣布为“现行反革命”，後來遭到批鬥並被停職。
20多年過後，呂大渝回憶此事，認為趙忠祥批鬥自己一事在當時環境下也是無奈選擇。

### 饶颖起诉赵忠祥
2004年，曾任中央电视台保健医生的饶颖到北京市丰台区人民法院起诉赵忠祥，索要治疗右脚骨折后遗症的3800元费用，同时要求对方承担诉讼费用。饶颖表示，赵忠祥和自己有过一段长达七年的感情纠葛，期间赵忠祥对她实施的性行为导致自己两次住院，因此还在另一起同样针对赵忠祥的案件索要人身损害赔偿医疗费、精神损害赔偿费等共计1万元。
案件由北京市第二中级人民法院闭门审理，庭审当天赵忠祥因出席中国电视艺术家协会主持人专业委员会会议缺席，而饶颖则向法庭提供两方面证据，其一为饶颖在丰台区居住的证据，其二为饶颖受到赵忠祥侵害证据。当中的焦点是两段秘密录音，当天法庭分别节选了录音中的“谈话录音”与“特别录音”部分，“谈话录音”是两人就赔偿问题进行的谈话，而“特别录音”据饶颖介绍是证明赵忠祥侵害她的“实质性录音”，于2002年10月录制，地点“就在床上”。此后有媒体表示，当事人赵忠祥认为庭上的录音证据是剪辑拼凑而成，不过他本人表示没有专家鉴定，不能证据其中的声音属于他本人，表示自己一定会找饶颖讨回公道。
2004年7月20日，“赵忠祥欠款案”一个月举证期届满，双方前往北京市海淀区人民法院交换证据。饶颖方向法庭递交了9份证据，包括证人书面证言及录音（包括原北京市城建第二医院院长、书记及部分匿名人士，负责证明饶颖曾在该医院承包科室诊治赵忠祥）、向赵忠祥催款的录音、证明两人谈婚论嫁且有密切关系的录音、赵忠祥在梅地亚中心附近交给饶颖的信封等，还有一份赵忠祥借款欠条的复印件；赵忠祥方递交了两张饶颖刊载饶颖接受记者采访内容的报纸，他们表示报道内容与欠条相互矛盾。至于为何不递交欠条原件这个关键证据，饶颖并未作出解释，但表示自己还有很多证据，欢迎赵忠祥反诉。赵忠祥律师仍然饶颖在举证期届满之际不愿意交出原件，加上证人电话录音无法确认身份，饶颖必定会输掉官司。
7月27日，“赵忠祥欠款案”在海淀法院开庭闭门审理。开庭后，现场形势陷入混乱，饶颖与法庭工作人员大吵一架，情绪一直处在激动状态，不时打断王富的发言，而王富的表现则是相当平静。饶颖方认为，他们所出示的七份证据构成“证据链”，证明赵忠祥拖欠她3800元。证人之一、饶颖病人王女士作证时指出2002年10月初曾与饶颖相约到梅地亚见赵忠祥，拿到赵忠祥交出的装有欠条的信封。王富反驳，如果证人无法到庭作证，则无法验证证言的真实性，继而证据失去法律效力而不能作为定案证据。而饶颖即便曾在医院给赵忠祥治病，也是非法行医，而录音中的男人是否为赵忠祥更是无法确认。他断言证据欠条非赵忠祥所写，系伪造，要求对欠条原件作笔迹鉴定，法庭批准他的要求。据海淀法院介绍，若要进行笔迹鉴定，赵忠祥必须提供自己之前的手写材料，甚至要抄写欠条的内容。饶颖表示如果赵忠祥要抄写，自己必须在场，不过她向法庭申请的录音鉴定请求被驳回。等待结果公布期间，皇甫大卫宣布不再代理案件，还表示要公布案件的真实内容。饶颖批评皇甫大卫背叛自己，正式与他解除代理关系。
10月15日，法庭公布笔迹鉴定结果，由于赵忠祥提供的样本笔记和检材笔记相同的数量较少，且缺乏与检材笔迹同期的样本笔迹，使笔迹特征的价值得不到合理的评估，不具备作出鉴定结论的条件。赵忠祥和饶颖双方均不服结果，共同向法庭再次申请笔迹鉴定，其中赵忠祥方递交了《岁月随想》等书籍的手写笔记，同时饶颖方也再次要求鉴定录音。
11月18日，饶颖在北京翠宫饭店举行媒体见面会，向在场的40家媒体郑重宣布就欠款案撤诉。饶颖在场宣读一份致赵忠祥的信件，还出示了欠款案的民事撤诉申请书。她表示，综合考虑各方面原因，她清楚地知道官司再打下去也不会有结果，便宣布撤诉。不过，法院没有采纳饶颖的撤诉申请，而且早已更换了案件主审的法官。据指，撤诉是饶颖的精神策划，她不会就此放过赵忠祥。结果，饶颖于12月将赵忠祥性虐待案上诉到北京市第二中级人民法院。
2005年1月18日，北京二中院对案件作出终审判决，饶颖提起民事诉讼的上诉主张不能成立，法院不予支持，宣布驳回上诉，维持原裁定，同时饶颖需承担一、二审案件受理费各50元。结果宣判后，饶颖情绪激动，拒绝在判决书上签字，还表示会向检察院上诉，而赵忠祥律师表示结果在预料中。
2006年11月20日，饒穎開通博客，發表《從強姦到性虐待，我和趙忠祥那些不為人知的細節》為題自己的三篇日記。在日記中饒穎稱她被趙忠祥的「溫柔」所迷惑，被他的這些「細心」蒙蔽，就這樣心甘情願和他在一起，「為了他，我沒有自我，為了他，我放棄家庭」。詳細道出了從被欺騙到性虐待的種種細節，還提供錄音帶、雙方合照作為佐證。

### 違法廣告
2015年11月13日，中国国家工商总局公布了典型违法广告案例，通报了某些利用名人进行营销的虚假广告。其中赵忠祥在《传世名画》广告中为该商品作推荐、证明。

### 晚年副业
赵忠祥退休后积极拓展副业，依靠售卖书画作品、代录祝福等视频乃至接微商广告等途径赚钱，其中赵家书房一角的小方几上就贴了一张收款码。对于外界质疑仅花4000元就可登门拜访赵家并合影留念，赵忠祥称这是自媒体的恶意诋毁，强调自己跟观众合影不收费。对于卖书画的质疑，他表示尽管有人对他的字不以为然，但写字不得罪他人且有市场，会继续写下去。

## 著作
- 《岁月随想》（1995年）[55]
- 《岁月情缘》（1999年）[56]
- 《岁月缤纷》（2007年）[57]